# Sojusz Europejskich Ruchów Narodowych
Sojusz Europejskich Ruchów Narodowych (ang. Alliance of European National Movements, AENM) – europejska partia polityczna o profilu eurosceptycznym, nacjonalistycznym i skrajnie prawicowym. Siedziba organizacji umiejscowiona została w Matzenheim.
Ugrupowanie powstało w 2009. W jego składzie znalazły się m.in. francuski Front Narodowy, węgierski Jobbik, Brytyjska Partia Narodowa, belgijski Front Narodowy, szwedzcy Narodowi Demokraci, portugalska Partia Narodowego Odrodzenia. W 2012 partia stała się europartią uznawaną przez Unię Europejską, co wiązało się z otrzymywaniem grantów na finansowanie działalności (po raz ostatni w 2017).
Pierwszym przewodniczącym sojuszu do 2013 był Bruno Gollnisch, który – wraz z założycielem Frontu Narodowego Jeanem-Marie Le Penem – należał do głównych działaczy AENM. Nowa liderka FN, Marine Le Pen, podjęła próby poprawienia wizerunku ugrupowania. Konsekwencją było jej zaangażowanie w nowo formację europejską pod nazwą Europejski Sojusz na rzecz Wolności i odcięcie się od ugrupowań uznawanych za ekstremistyczne (BNP, Jobbik). Na jej żądanie w 2013 Bruno Gollnisch i Jean-Marie Le Pen zrezygnowali z aktywności w AENM. W 2018 od współpracy z AENM odcięła się węgierska partia Jobbik.